# Рудник Кейп-Престон
Рудник Кейп-Престон – гігантський гірничодобувний майданчик на заході Австралії. Є складовою проекту Сіно-Айрон, який реалізований китайською державною компанією CITIC Limited.
Проект присвячений розробці трьох родовищ магнетитової залізної руди, що утворюють витягнуту на 25 кілометрів полосу: 
- Balmoral South із запасами у 859 млн тонн руди, яка містить 22,6% заліза, придатного для збагачення магнітним способом (загальний вміст заліза сягає 31,2%). Крім того, ресурси категорій обчислені та можливі оцінили у 1,6 млрд тонн;
- George Palmer із запасами у 794 млн тонн руди, що містить 22,6% заліза, придатного для збагачення магнітним способом (загальний вміст заліза сягає 31,3%). Крім того, ресурси всіх трьох категорій – виміряні, обчислені та можливі – оцінили у 2,2 млрд тонн;
- Balmoral North, для якого ресурси категорій обчислені та можливі оцінили у 0,9 млрд тонн.
На першому етапі ввели в розробку George Palmer, проектний рівень конверсії для якого становить 3,4 тонни руди на 1 тонну  концентрату. Розробка ведеться відкритим способом за допомогою кар’єру, що має досягнути глибини у 500 метрів. 
Збагачувальна фабрика складається із шести ліній загальною продуктивністю 24 млн тонн концентрату на рік (з вмістом заліза 69%).
Логістичні потреби проекту забезпечує споруджений на узбережжі Індійського океану власний порт, концентрат до якого транспортують до нього у виляді пульпи по пульпопроводу завдовжки 30 кілометрів. Оскільки глибини біля узбережжя недостатні для прийому сучасних рудовозів, первісно відбувається завантаження зневодненої руди на баржі, що можуть приймати за один рейс 16 тисяч тонн. Далі баржі передають цей вантаж на рудовози за допомогою перевантажувального комплексу, що знаходиться за 20 кілометрів від узбережжі (на випадок сильного шторму баржі та перевантажувальний комплекс мають укриватись у порту Дампір).
Виробництво концентрату почалось наприкінці 2012-го, а відправка першої партії до Китаю припала на 2013 рік. Відомо, що лише в 2019-му фактично експортували 20 млн тонн концентрату.
Енергетичні потреби комплексу забезпечує власна ТЕС Сіно-Айрон. Ще однією складовою проекту став завод з опріснення води продуктивністю 140 тисяч м3 на добу.
Необхідний комплексу природний газ отримують через перемичку від газопроводу Дампір – Банбері довжиною 14 кілометрів та діаметром 450 мм.